# Семенські
Семенські гербу Лещиць (за даними К. Пшибося — г. Домброва) — польський шляхетський рід. Представники роду згадані в документах Серадзькому та Руському воєводствах.

## Представники
- Ян — писар гродський пйотркувський
  - Стефан, дружина — Зофія Мончинська

- Войцех — новогрудський стольник, перебрався до Руського воєводства, дружина — Ґодлевська гербу Ґоздава[1] (†1673), чернігівська хорунжанка
  - Ян — львівський підкоморій, підстароста, каштелян
    - Маріанна — монахиня-бенедиктинка у Львові

  - Кристина — дружина Убиша

- Анджей — один з очільників колегіуму єзуїтів у Львові.
- граф Вільгельм — власник маєтку в Магерові[2]